# Axel Fredlund
Axel Fritiof Fredlund, född den 14 juli 1889 i Gessie församling, Malmöhus län, död den 4 januari 1952 i Umeå, var en svensk militär. Han var son till Severin Frithiof Fredlund.
Fredlund blev underlöjtnant vid Västerbottens regemente 1912, löjtnant där 1917, kapten där 1927 och major där 1936. Han befordrades till överstelöjtnant i regementets reserv 1942 och var befälhavare i Umeå-Storumans försvarsområde 1942–1949. Fredlund blev riddare av Svärdsorden 1933. Fredlund vilar på Norra kyrkogården på Sandbacka i Umeå.